# Vorposten (Berg)
Der Vorposten ist ein isolierter und 1670 m (nach anderer Angabe 1890 m) hoher Berg im ostantarktischen Königin-Maud-Land. Er ragt 40 km nordöstlich der Payergruppe auf.
Entdeckt und benannt wurde er bei der Deutschen Antarktischen Expedition 1938/39 unter der Leitung des Polarforschers Alfred Ritscher. Namensgebend war der Umstand, dass der Berg wie ein Vorposten am östlichsten Ausläufer des Gebietes liegt, das die deutsche Forschungsreise erkundete.